# Sanida
Sanida (gr. Σανίδα) – wieś w Republice Cypryjskiej, w dystrykcie Limassol. W 2011 roku liczyła 42 mieszkańców.